# Viola Mitchell
Viola Mitchell Fearnside (* 11. Juli 1911 in Pittsburgh; † 6. Oktober 2002 in Pinehurst, North Carolina) war eine US-amerikanische Geigerin.
Mitchell begann ihre musikalische Laufbahn als Kinderstar. Sie hatte Unterricht bei Margaret Horn, einer Schülerin von Joseph Joachim und Leopold Auer, und hatte bereits im Alter von zehn Jahren Konzerte mit dem Minneapolis Symphony Orchestra und dem Cleveland Orchestra gegeben. Von 1926 bis 1929 lebte sie in Brüssel und studierte bei Eugene Ysaye. 1927 hatte sie ihren ersten Auftritt in Europa vor der belgischen Königin Elisabeth. 
In den folgenden Jahren gab sie Konzerte in Deutschland, England, Frankreich, Belgien, Italien, Holland und der Schweiz, bevor sie 1932 in die USA zurückkehrte. Sie arbeitete dort mit den großen Sinfonieorchestern des Landes, debütierte in der Carnegie Hall mit dem Pianisten André Benoist und trat im Weißen Haus vor Präsident Franklin D. Roosevelt und seiner Frau Eleanor auf. 1959 beendete eine Krankheit ihre musikalische Laufbahn. Sie lebte dann mit ihrem Mann, dem Ingenieur George Fearnside, bis 1974 in Belgien, danach in Southern Pines.